# Víctor Hellín
Víctor Hellín Sol (Lérida, 1913-Valencia, 27 de octubre de 2014) fue un perito mercantil y político español.

## Biografía
Nacido en Lérida en 1913, estudió peritaje mercantil en Barcelona y Villanueva y Geltrú. Fue miembro de Acción Católica y estuvo afiliado a la CEDA, siendo posteriormente uno de los primeros afiliados a Falange Española en Lérida. Participó en el golpe de Estado de 1936 y al fracasar este en Lérida fue encarcelado, estando preso toda la guerra hasta que en enero de 1939 consiguió escapar de la cárcel. 
Su estancia en la cárcel le valió la condición de ex-cautivo, camisa vieja y buenas relaciones entre los círculos franquistas y falangistas. Fue sucesivamente secretario local, inspector provincial, delegado provincial de transportes y consejero nacional de la Organización Juvenil Española de la FET-JONS y llegó a consejero nacional de la Organización Sindical Española. 
Fue primer edil (1940-41), teniente de alcalde (1941-43) y alcalde (1943-52), cargo que conllevaba su designación como procurador municipal en cortes hasta el año en que fue cesado de la alcaldía. A partir de 1952, convertido ya en hombre de confianza del ministerio de gobernación, presidió diversos organismos provinciales: Diputación de Lérida (1952-1961) (cargo que compatibilizó con el de director de la Caja de Ahorros de Lleida).
Fue gobernador civil de Zamora (1961-1962), Gerona (1962 - 1968), Islas Baleares (1968-1972) y Sevilla (1972-1974). Además fue procurador en las Cortes franquistas entre 1944 y 1961. Presidió el Real Aeroclub de Lérida. Falleció el 27 de octubre de 2014 en Valencia a los 101 años.